# Rehden-Hamburg-Gasleitung
Die Rehden-Hamburg-Gasleitung (RHG) ist eine Pipeline in Deutschland
Die RHG verläuft vom Gasspeicher Rehden und der dortigen MIDAL-Pipeline 132 km in nordöstliche Richtung, um das Gebiet von Hamburg mit Erdgas zu versorgen. Die Pipeline wurde 1994 von Wingas und E.ON Hanse gebaut und hat einen Durchmesser DN 800.
Sie ist nahe Hamburg mit der Nordeuropäischen Erdgasleitung (NEL) und der MIDAL Süd und Nord sowie der Erdgas Münster verknüpft, die sie mit der bei Lubmin (Vorpommern) einmündenden Erdgasfernleitung Nord Stream verbindet. An dieser Stelle befindet sich der größte GASCADE-Pipeline-Knotenpunkt mit Verdichterstation und das Gas kann in alle Richtungen geleitet werden. Der Druck beträgt 90 bar und wird durch zwei Verdichter erzeugt.